# Adelaide di Vohburg
Adelaide di Vohburg, in tedesco Adela (oppure Adelheid) von Vohburg (1127 – 1184/1190), è stata una nobile tedesca, duchessa consorte di Svevia e regina consorte dei Romani come prima moglie di Federico Barbarossa.

## Biografia
Adelaide fu la prima vera moglie dell'imperatore tedesco Federico Barbarossa, fu regina consorte dei Romani, ed erede dell'Egerland.
Adelaide era la figlia di Diepoldo III, margravio di Vohburg e di Adelajda di Polonia, la figlia di Ladislao Herman di Polonia e di Giuditta di Svevia. 
La sorella di Adelaide si chiamava Cunigonda († 1184) e sposò Ottocaro III di Stiria, il cui figlio, Ottocaro IV di Stiria, fu l'ultimo margravio di Stiria e primo duca di Stiria, grazie all'elevazione del margraviato di Federico I, quindi apparteneva alla stirpe dei Rapotonidi.
Prima del 2 marzo 1147 a Eger in Ungheria,  Adelaide sposò Federico I di Svevia, il Barbarossa, diventato duca di Svevia un mese dopo. 
Federico I Barbarossa riuscì anche ad essere scelto come il successore di Corrado III di Svevia. Egli venne incoronato re dei Romani il 4 marzo 1152 e quindi re d'Italia. Adelaide era quindi la regina dei Romani, ma non avendo avuto figli, Federico I Barbarossa chiese a Papa Eugenio III di annullare il matrimonio. Ciò gli fu concesso e confermato nella città di Costanza, secondo il omonimo trattato del marzo 1153 e la giustificazione fu la consanguineità.
Adelaide sposò Dietho di Ravensburg, il ministeriale al servizio di Guelfo I di Toscana. Dietho morì nel 1180 circa, la moglie sopravvisse, poi morì 6 anni dopo, tra il 1184 e il 1190.